# Palasso
Palasso är ett personaladministrativt IT-system som har varit standardsystem inom de flesta svenska myndigheter. Systemet möjliggör personalens egenrapportering av lönehändelser, exempelvis tjänstledighet, tjänsteresor och övertid. Dessutom hanterar systemet arbetsledningens attestering av egenrapporteringen, och lönebesked. Systemet är utvecklat av WM-data, idag CGI.
Efter upphandling av Ekonomistyrningsverket har ramavtal tecknats med en rad statliga myndigheter sedan år 2003. I september 2013 tecknade ekonomistyrningsverket istället ramavtal med det norska företaget EVRY HR Solutions AB, men myndigheter kan välja att fortsätta använda Palasso fram till 31 december 2018. Myndigheterna står således inför systembyte till EVRY:s personalsystem Primula. Myndigheterna måste arkivera innehållet i Palasso. De första myndigheterna övergick till Primula under hösten 2014. Statens servicecenter förvaltar Palasso- och Primula-system åt flera myndigheter.
Exempelvis användes egenrapportering med Palasso inom Försvarsmakten från sommaren 2006. Försvarsmakten använde en mindre del av Palasso än många övriga myndigheter. Försvarsmakten använder inte Palasso längre. Istället använder Försvaret SAP AG till stora delar av HR-arbetet.